# Sovjetunionens invasion af Polen i 1939
Sovjetunionens invasion af Polen i 1939 var en militæroperation, som begyndte uden formel krigserklæring den 17. september 1939 i begyndelsen af 2. verdenskrig. 16 dage efter det tyske angreb på Polen. Den sluttede med en afgørende sejr for Sovjetunionen, som annekterede omkring 200.000 km² af den østlige del af Polen. Disse områder er ikke siden blevet tilbageleveret til Polen.
I starten af 1939 forhandlede Sovjetunionen om at danne en alliance mod Nazityskland med Storbritannien, Frankrig, Polen og Rumænien, men der opstod vanskeligheder, bl.a. det sovjetiske krav om at Polen og Rumænien skulle tillade sovjetiske tropper transitrettigheder gennem deres lande som led i en kollektiv sikkerhed. Da forhandlingerne slog fejl, indgik Sovjetunionen den 23. august 1939 Molotov-Ribbentrop-pagten med Nazityskland. Som følge heraf invaderede tyskerne den 1. september Polen fra nord, vest og syd, og den 17. september invaderede den Røde Hær Polen fra øst. Den sovjetiske regering bekendtgjorde, at den handlede for at beskytte de ukrainere og hviderussere som boede i den østlige del af Polen, fordi den polske stat var brudt sammen under det tyske angreb og ikke længere kunne sikre dets egne borgeres sikkerhed.
Den Røde Hær nåede sine mål, da den var de polske modstandere langt overlegne. Omkring 230.000 polske soldater, eller flere) blev taget som krigsfanger. Den sovjetiske regering annekterede det nyvundne område og i november erklærede det, at de 13,5 mio. polske borgere, som boede der, nu var sovjetiske borgere. De sovjetiske myndigheder kvalte modstand ved henrettelser uden foregående rettergang og ved at fængsle tusinder. De sendte flere hundrede tusinde (estimater varierer) til Sibirien og andre fjerne egne i USSR i fire store bølger af deporteringer mellem 1939 og 1941.[b]
Angrebskrigen, som det sovjetiske politbureau kaldte "befrielsesfelttoget", førte til indlemmelse af millioner af polakker, ukrainere og hviderussere i de sovjetiske ukrainske og hviderussiske sovjetrepublikker. Mens Folkerepublikken Polen eksisterede var invasionen et tabu-emne i efterkrigstiden Polen, som ofte blev udeladt af den officielle historie af de kommunistiske myndigheder for at bevare "venskabsånden" mellem medlemmerne af Østblokken.

## Forspil
I slutningen af 1930'erne forsøgte Sovjetunionen at danne en anti-tysk alliance med Storbritannien, Frankrig og Polen.[h] Forhandlingerne viste sig imidlertid vanskelige. De sovjetiske forhandlere insisterede på en indflydelsessfære som strakte sig fra Finland til Rumænien og krævede militær støtte ikke kun mod enhver som angreb dem direkte, men mod enhver som angreb landene i deres foreslåede indflydelsessfære. De krævede også ret til at gå ind i Polen, Rumænien og De baltiske lande, hvis de følte, at deres sikkerhed var truet. Regeringerne i disse lande afviste forslaget, for, som den polske udenrigsminister Józef Beck pointerede, de frygtede, at når først den Røde Hær kom ind på deres territorier ville den måske aldrig forsvinde igen. Sovjetunionen stolede ikke på, at briterne og franskmændene ville opfylde collective security, da de havde undladt at hjælpe Spanien mod Falanksen og havde prisgivet Tjekkoslovakiet til nazisterne. De frygtede også, at de Vestallierede ville foretrække, at Sovjetunionen alene kom i krig mod Tyskland, mens de så til på sidelinjen. I betragtning af disse bekymringer opgav Sovjetunionen forhandlingerne og gik i stedet over til at forhandle med Tyskland.
Den 23. august 1939 underskrev Sovjetunionen Molotov-Ribbentrop-pagten med Nazityskland, hvilket kom som en overraskelse for de Vestallierede. De to regeringer bekendtgjorde, at aftalen blot var en ikke-angrebspagt. I en hemmelig protokol havde de imidlertid aftalt en deling Polen og delt Østeuropa i en sovjetisk og en tysk indflydelsessfære.[d] Molotov-Ribbentrop-pagten, som er blevet beskrevet som en invitation til krig, var en nøglefaktor i Hitlers beslutning om at invadere Polen.
Traktaten gav Sovjetunionen yderligere plads til forsvar mod vest.
Den gav også Sovjetunionen en chance for at generhverve områder, som var afstået til Polen 20 år tidligere og for at genforene de østlige og vestlige ukrainske befolkningsgrupper under sovjetisk styre, for første gang i samme stat. Den sovjetiske leder Josef Stalin så fordele i en krig i Vesteuropa, som kunne svække hans ideologiske fjender og åbne nye områder for kommunismen.[f]
Kort efter at tyske invaderede Polen den 1. september 1939 begyndte de tyske ledere at opfordre Sovjetunionen til at spille sin aftalte rolle og angribe Polen østfra. Den tyske ambassadør i Moskva Friedrich Werner von der Schulenburg og den sovjetiske udenrigsminister Vjatjeslav Molotov udvekslede en række diplomatiske meddelelser om sagen. Sovjetunionen forsinkede deres intervention af flere grunde. De var involveret i afgørende begivenheder i den Sovjetisk-japanske grænsekonflikt. De havde brug for tid til at mobilisere den Røde Hær, og de så en diplomatisk fordel i at vente indtil Polen var brud sammen inden de greb ind. Den 17. september 1939 erklærede Molotov i radioen, at alle traktater mellem Sovjetunionen og Polen nu var ugyldige,[g] fordi den polske regering havde svigtet sit folk og i praksis var ophørt med at eksistere. Samme dag krydsede den Røde Hær grænsen til Polen.

## Felttoget
Den Røde Hær trængte ind i det østlige Polen med syv arméer på mellem 450.000 og 1.000.000 mand. De blev indsat på to fronter: den hviderussiske front under Mikhail Kovaljov og den ukrainske front under Semjon Timoshenko.
På dette tidspunkt var det mislykkedes for polakkerne af forsvare deres vestlige grænser og som svar på tyske fremstød havde de indledt en stor modoffensiv i slaget ved Bzura. Den polske hær havde oprindelig en velforberedt plan til at modstå truslen fra Sovjetunionen, men var ikke forberedt på at imødegå to invasioner samtidig. Da de sovjetiske tropper angreb, havde de polske hærchefer sendt de fleste af deres tropper vestpå for at modstå tyskerne, og havde kun efterladt 20 underbemandede bataljoner ved østgrænsen. Disse bataljoner bestod af omkring 20.000 tropper fra grænseforsvarskorpset Korpus Ochrony Pogranicza (KOP), under kommando af general Wilhelm Orlik-Rückemann.
Den polske øverstkommanderende marskal Edward Rydz-Śmigły, var i starten stærkt tilbøjelig til at give grænsetropperne ordre til at yde modstand, men blev overtalt af premierminister Felicjan Sławoj Składkowski og Ignacy Mościcki til at lade være. Kl. 16 den 17. september gav han tropperne ordre til at falde tilbage og kun komme i kamp med de sovjetiske tropper i selvforsvar.
Kommunikationssystemerne var blevet alvorligt beskadiget, så kommandokæden var brudt. I forvirringen kom det til sammenstød langs grænsen. General Wilhelm Orlik-Rückemann, havde fået kommandoen over grænsetropperne den 30. august, men havde ikke fået officielle direktiver siden da, og han og hans underordnede fortsatte deres væbnede modstand indtil de opløste deres styrker den 1. oktober.
Den etnisk ikke-polske del af befolkningen betød en yderligere komplikation. Mange ukrainere,[m] hviderussere og jøder bød de invaderende tropper velkommen som befriere. Det blev omtalt af Lev Mekhlis, som fortalte Stalin at folk i det vestlige Ukraine bød de sovjetiske tropper velkommen "som sande befriere". Organisationen af ukrainske nationalister gjorde oprør mod polakkerne, og kommunistiske partisaner organiserede lokale opstande, såsom den i Skidel.[j] Den jødiske befolkning havde lidt under pogromer i det østlige Polen under den tyske invasion, og mange så Sovjetunionen som det mindste af to onder. Denne reaktion forstærkede den eksisterende polske frygt for Żydokomuna og plagede det polsk-jødiske forhold ind i det 21. århundrede.
Det polske militærs oprindelig retræteplan gik ud på at trække sig tilbage og omgruppere sig langs det rumænske brohoved, et område i det sydøstlige Polen nær grænsen til Rumænien. Tanken af at indtage defensive stillinger der og vente på et stærkt ventet fransk og britisk på Vestfronten. Denne plan antog at Tyskland måtte mindske sine operationer i vest for at kæmpede på en 2. front i Vesteuropa. De allierede regnede med at den polske hær kunne holde ud i flere måneder, men det sovjetiske angreb gjorde denne strategi umulig.
De politiske og militære ledere i Polen vidste at de var i færd med at tabe krigen mod Tyskland, allerede inden Sovjetunionen afgjorde spørgsmålet. Trods det nægtede de at overgive sig eller forhandle en fredsaftale med Tyskland. I stedet beordrede den polske regering alle militære enheder til at forlade Polen og samles igen i Frankrig. Regeringen selv krydsede ind i Rumænien omkring midnat den 17. september 1939. Polske enheder fortsatte med at rykke i retning af det rumænske brohoved og modstod tyske angreb på den ene flanke og lejlighedsvise sammenstød med sovjetiske tropper på den anden. I dagene efter evakueringsordren besejrede tyskerne de polske arméer Kraków og Lublini slaget ved Tomaszów Lubelski, som varede fra 17. september til 20. september.
Sovjetiske enheder mødte ofte tyske modparter, som rykkede frem i modsat retning. Der forekom bemærkelsesværdige eksempler på samarbejde mellem de to hære i felten. Wehrmacht overlod Brest fæstningen, som var blevet erobret efter slaget om Brześć Litewski, til den sovjetiske 29. kampvognsbrigade den 17. september. Den tyske general Heinz Guderian og den sovjetiske brigadegeneral Semyon Krivoshein afholdt derpå en fælles sejrsparade i byen. Lwów (Lviv) overgav sig den 22. september, dage efter at tyskerne havde overladt belejringen til de sovjetiske tropper. Sovjetiske styrker havde erobret Wilno den 19. september i slaget om Wilno (1939), og de erobrede Grodno den 24. september efter slaget om Grodno (1939). Den 28. september havde den Røde Hær nået linjen som dannes af Narew, Vestlige Bug, Wisła og San floderne, den grænse på forhånd var aftalt med tyskerne.
Trods en taktisk polsk sejr den 28. september i slaget om Szack, var udfaldet af den større konflikt aldrig i tvivl. Civile frivillige, militser og reorganiserede tilbagetrækkende enheder holdt ud mod de tyske styrker i den polske hovedstad, Warszawa indtil den 28. september, og Modlinfæstningen, nord for Warszawa, overgav sig den følgende dag efter slaget om Modlin, der havde varet i 16 dage. Den 1. oktober drev sovjetiske tropper polske enheder ind i skovene i slaget om Wytyczno, en af de sidste direkte konfrontationer under felttoget.
Adskillige afskårne polske garnisoner holdt ud i deres stillinger længe efter at de var blevet omringet, såsom tropperne i det Volhyniennske Sarny befæstede område, som holdt ud indtil den 25. september. Den sidste operationelle polske enhed, som overgav sig var general Franciszek Kleebergs Uafhængige operationelle gruppe "Polesie". Kleeberg overgav sig den 6. oktober efter det fire dage lange slag ved Kock (nær Lublin), som afsluttede septemberfelttoget. Sovjetstyrkerne sejrede. Den 31. oktober rapporterede Molotov til Den Øverste Sovjet: "Et kort stød fra den tyske hær og efterfølgende fra den Røde Hær var nok til at intet blev tilbage af denne grimme skabning fra Versailles-traktaten".

## Allieret reaktion
Den franske og britiske reaktion på den sovjetiske invasion og anneksion af det østlige Polen var afdæmpet, da ingen af de to lande ønskede at indlede en konfrontation med Sovjetunionen på dette tidspunkt. Ifølge betingelserne i den Polsk-britiske fælles forsvarspagt af 25. august 1939 havde briterne lovet hjælp, hvis et europæisk land angreb Polen. [k] Da den polske ambassadør Edward Raczyński mindede den britiske udenrigsminister Edward Frederick Lindley Wood om pagten fik han brysk at vide, at det var Storbritanniens sag om det ville erklære krig mod Sovjetunionen. Premierminister Neville Chamberlain overvejede offentligt at forpligte sig til at genskabe den polske stat, men endte med blot at udsende en generel fordømmelse.
Franskmændene havde også afgivet løfter til Polen, herunder tilvejebringelse af luftstøtte, og de blev ikke opfyldt. Da først Sovjetunionen rykkede ind i Polen besluttede franskmændene og briterne, at der ikke var noget at gøre for Polen på kort sigt, og begyndte at planlægge en langsigtet sejr i stedet. Franskmændene var midlertidigt rykket ind i Saar i starten af september, men efter det polske nederlag trak de sig tilbage bag Maginot-linjen den 4. oktober. Mange polakker blev fortørnede over denne mangel på støtte fra deres vestlige allierede, som førte til en vedvarende følelse af at være blevet forrådt.

## Efterspil
I oktober 1939 meddelte Molotov Den øverste Sovjet, at de sovjetiske styrker havde haft tab på 737 døde og samlet tab på 1.862 under felttoget, selv om polske specialister hævder at op i mod 3.000 døde og 8.000 til 10.000 blev såret.[e] På polsk side døde mellem 6.000 og 7.000 soldater i kamp mod den Røde hær, mens 230.000 til 450.000 blev taget til fange. De sovjetiske styrker undlod ofte at overholde kapitulationsbetingelserne. I nogle tilfælde lovede de at de polske soldater ville gå fri, men arresterede dem så, når de nedlagde våbnene.
Sovjetunionen var ophørt med at anerkende den polske stat ved starten af invasionen. Som følge heraf erklærede de to regeringer aldrig formelt krig mod hinanden. Sovjetunionen anerkendte derfor ikke polske soldater som krigsfanger men som oprørere mod den nye lovlige regering i det Vestlige Ukraine og Hviderusland. [n] De sovjetiske myndigheder lod titusinder af polske krigsfanger dræbe. Nogle, såsom general Józef Olszyna-Wilczyński, som blev taget til fange, afhørt og skudt den 22. september, blev henrettet under selve felttoget. Den 24. september myrdede de sovjetiske soldater 41 patienter og plejepersonale på et polsk militærhospital i landsbyen Grabowiec nær Zamość. Sovjetstyrkerne henrettede også alle polske officerer, som de tog til fange efter slaget om Szack den 28. september 1939. Over 20.000 polske soldater og civile omkom ved Katynmassakren. NKVD anvendte tortur i stor stil i forskellige fængsler, især de i mindre byer.
Polen og Sovjetunionen genoptog de diplomatiske forbindelser i 1941 efter Sikorski-Mayski aftalen; men Sovjetunionen afbrød dem igen i 1943 efter at den polske regering havde krævet en uafhængig undersøgelse af de nyligt afslørede massegrave i Katyn. Sovjetunionen forsøgte herefter at overtale de Vestallierede til at anerkende den pro-sovjetiske polske marionetregering under Wanda Wasilewska i Moskva.
Den 28. september 1939 underskrev Sovjetunionen og Tyskland den Tysk-sovjetiske venskabs-, samarbejds og grænsedragningstraktat, som ændrede på de hemmelige betingelser i Molotov-Ribbentrop-pagten. De flyttede Lithauen til den sovjetiske indflydelsessfære og flyttede grænsen i Polen mod øst, så Tyskland fik mere territorium. Ved denne aftale, som ofte kaldes Polens 4. deling, sikrede Sovjetunionen sig næsten alt polsk område øst for floderne Pisa, Narew, Vestlige Bug og San. Dette udgjorde omkring 200.000 km² land, som blev beboet af 13,5 mio. polske borgere. Grænsen som blev etableret ved denne aftale svarer nogenlunde til Curzonlinjen, som var fastlagt af briterne i 1919, et punkt som Stalin med held anvendte i forhandlingerne med de Vestallierede på Teheran-konferencen og Jalta-konferencen.
Den Røde Hær havde oprindelig skabt forvirring blandt de lokale ved at hævde, at de kom for at redde Polen fra nazisterne. Deres indrykning overraskede polske samfund og deres ledere, som ikke havde fået at vide hvordan de skulle reagere på en sovjetisk invasion. Polske og jødiske borgere kan i starten have foretrukket et sovjetisk styre frem for et tysk, men de sovjetiske myndigheder var hurtige til at præge den lokale levevis med deres ideologi. F.eks. begyndte de hurtigt at konfiskere, nationalisere og omfordele alle private og statsejede polske ejendomme. I løbet af de to år efter annekteringen arresterede de sovjetiske myndigheder omkring 100.000 polske borgere og deporterede mellem 350.000 og 1.500.000, hvoraf mellem 250.000 og 1.000.000 døde, fortrinsvis civile.[b]

### Hviderusland og Ukraine
Af de 13,5 mio. indbyggere i de Polske områder annekteret af Sovjetunionen var polakker den største etniske gruppe, men hviderussere og ukrainere udgjorde til sammen over halvdelen af befolkningen.[c] Annekteringen gav ikke Sovjetunionen over alle områder, hvor der boede hviderussere og ukrainere. Noget af det lå vest for den nye tysk-sovjetiske grænse.[l] Alligevel forenede den langt hovedparten af de to folk indenfor de udvidede hviderussiske og ukrainske republikker.
Den 26. oktober 1939 blev der afholdt "valg" til de hviderussiske og ukrainske parlamenter, for at give annekteringen et skin af lovlighed. [i] Hviderusserne og ukrainerne i Polen var i stigende grad blevet fremmedgjort af den polske regerings forsøg på at gøre området polsk og undertrykke deres separatistbevægelser, så de følte ikke større loyalitet overfor den polske stat. Ikke alle hviderussere og ukrainere stolede imidlertid på det sovjetiske styre, som var ansvarlig for Den ukrainske hungersnød 1932–33. I praksis bød de fattige Sovjetunionen velkommen, mens eliten havde tilbøjelighed til at slutte sig til oppositionen, selv om de støttede selve genforeningen.
De sovjetiske myndigheder indledte hurtigt en sovjetisering af det vestlige Hviderusland og det vestlige Ukraine, herunder tvangskollektivisering af hele området. I den forbindelse opløste de hensynsløst politiske partier og foreninger og fængslede eller henrettede deres ledere som "fjender af folket". De sovjetiske myndigheder undertrykte også de antipolske ukrainske nationalister, som aktivt havde ydet modstand mod det polske regime siden 1920'erne med henblik på at skabe et uafhængigt, udelt Ukraine. Samlingen i 1939 var trods alt en afgørende begivenhed i Ukraines og Hvideruslands historie, fordi det skabte to republikker, som endte med at blive selvstændige i 1991 efter Sovjetunionens sammenbrud.
| Citat                                                        | Siden 1654 hvor zarerne begyndte støt at styrke deres kontrol over Ukraine, havde ukrainere levet i to adskilte verdener: en som blev regeret af russerne og en anden som blev regeret af polakker eller østrigere. Som følge af 2. verdenskrig ophørte den øst/vestlige ukrainske todeling, i det mindste på det politiske niveau. Sammensmeltningsprocessen, foreningen af to længe adskilte dele af det ukrainske folk, var ikke kun en vigtig del af efterkrigsperioden, men en begivenhed af epokegørende betydning i Ukraines historie. | Citat |
| Orest Subtelny en Canadisk historiker af ukrainsk afstamning | |       |

### Censur
Sovjetiske censorer fjernede senere mange detaljer om invasionen i 1939 og tiden efter. Politbureauet havde fra starten kaldt operationen for et "befrielsesfelttog", og senere sovjetiske udtalelser og udgiver afveg aldrig fra denne linje. Den 30. november 1939 udtalte Stalin at det ikke var Tyskland, som havde angreb Frankrig og Storbritannien, men Frankrig og Storbritannien, som havde angrebet Tyskland; og i marts det følgende år hævdede Molotov at Tyskland havde forsøgt at skabe fred og var blevet afvist af "Britisk-franske imperialister". [o] Alle senere sovjetiske regering afviste, at der nogensinde havde eksisteret en hemmelig protokol i Molotov-Ribbentrop-pagten, men da dokumentet blev "fundet" i de sovjetiske arkiver i 1989, blev sandheden endelig anerkendt. Censur blev også anvendt i Folkerepublikken Polen, for at bevare billedet af "Polsk-sovjetisk venskab", som blev understøttet af de to kommunistiske regeringer. Det var officiel politik kun at tillade beskrivelser af felttoget i 1939 som viste det som en genforening af det hviderussiske og det ukrainske folk og en befrielse af det polske folk fra "oligarkisk kapitalisme". Myndighederne frarådede kraftigt yderligere studier eller undervisning i emnet. Forskellige undergrundsudgivelser (bibuła) behandlede imidlertid emnet, og det samme gjorde andre medier, såsom protestsangen fra 1982 af Jacek Kaczmarski (Ballada wrześniowa).

## Slagorden
Se artiklerne:
- Polske hærs slagorden i 1939
- Sovjetiske slagorden ved invasionen af Polen i 1939

## Eksterne kilder
- The Soviet invasion of Poland during World War II.
- Dokumenter som er knyttet til den sovjetiske invasion af polen (II wojna światowa: Źródła do historii Polski). (polsk)
- IPN undersøgelse vedr. Grodno forbrydelserne Arkiveret 5. december 2008 hos  Wayback Machine (polsk)

52°00′N 23°48′Ø / 52°N 23.8°Ø